# Coupe de Macédoine du Nord féminine de football
La Coupe de Macédoine du Nord féminine de football est une compétition de football féminin opposant les clubs de Macédoine du Nord dans un tournoi à élimination directe.

## Palmarès
| Année     | Vainqueur                                                   | Finale                                                      | Score                                                       | Réf.  |
| --------- | ----------------------------------------------------------- | ----------------------------------------------------------- | ----------------------------------------------------------- | ----- |
| 2004      | ŽFK Škiponjat                                               | ZFK Pobeda                                                  | 2-0                                                         | [ 1 ] |
| 2005      |                                                             |                                                             |                                                             |       |
| 2006      | ŽFK Škiponjat                                               |                                                             |                                                             | [ 2 ] |
| 2007      |                                                             |                                                             |                                                             |       |
| 2008      |                                                             |                                                             |                                                             |       |
| 2009      | ŽFK Tikvesanka                                              | ŽFK Pobeda                                                  | 6-1                                                         |       |
| 2010      | ŽFK Borec                                                   | ŽFK Pobeda                                                  | 2-0                                                         | [ 3 ] |
| 2010-2011 | ŽFK Naše Taksi                                              | ŽFK Pobeda                                                  | 2-1                                                         | [ 4 ] |
| 2011-2012 | ŽFK Naše Taksi                                              | ZFK Pobeda                                                  | 5-0                                                         |       |
| 2012-2013 | ŽFK Edinstvo                                                | ŽFK Idnina-S                                                | 2-1ap                                                       |       |
| 2013-2014 | ŽFK Kočani                                                  | ŽFK Konzuli                                                 | 5-2                                                         |       |
| 2014-2015 | ŽFK Kočani                                                  | ŽFK Dragon 2014                                             | 3-2                                                         |       |
| 2015-2016 | ŽFK Dragon 2014                                             | ZFK Top Goal                                                | 4-0                                                         |       |
| 2016-2017 | ŽFK Istatov                                                 | ŽFK Tiverija                                                | 4-2                                                         |       |
| 2017-2018 | ŽFK Tiverija                                                | ŽFK Dragon 2014                                             | 5-0                                                         |       |
| 2018-2019 | ŽFK Dragon 2014                                             | ŽFK Tiverija                                                | 3-1                                                         | [ 5 ] |
| 2019-2020 | Compétition abandonnée en raison de la pandémie de Covid-19 | Compétition abandonnée en raison de la pandémie de Covid-19 | Compétition abandonnée en raison de la pandémie de Covid-19 |       |
| 2020-2021 | Compétition non disputée                                    | Compétition non disputée                                    | Compétition non disputée                                    |       |
| 2021-2022 | Kamenica Sasa                                               | AS United                                                   | 4-0                                                         |       |
| 2022-2023 | ŽFK Ljuboten                                                | Kamenica Sasa                                               | 4-0                                                         |       |
| 2023-2024 | ŽFK Ljuboten                                                | Kamenica Sasa                                               | 1-0                                                         | [ 6 ] |
| 2024-2025 | ŽFK Ljuboten                                                | ŽFK Tiverija                                                | 3-0                                                         |       |